# باولينو ريفيرو
باولينو ريفيرو (بالإسبانية: Paulino Rivero Baute)‏ هو سياسي إسباني، ولد في 11 فبراير 1952 في إل ساوثال في إسبانيا. حزبياً، نشط في اتحاد الوسط الديمقراطي.

## مناصب
- انتخب Member of the Parliament of the Canary Islands  [لغات أخرى]‏.
- في الانتخابات العمومية الإسبانية 2004 [الإنجليزية]‏، انتخب عضو مجلس النواب الإسباني  [لغات أخرى]‏ عن دائرة Santa Cruz de Tenerife (Congress of Deputies constituency) [الإنجليزية]‏ خلال فترته النيابية  [لغات أخرى]‏ (30 مارس 2004 – 25 يونيو 2007).
- في الانتخابات العمومية الإسبانية 2000 [الإنجليزية]‏، انتخب عضو مجلس النواب الإسباني  [لغات أخرى]‏ عن دائرة Santa Cruz de Tenerife (Congress of Deputies constituency) [الإنجليزية]‏ خلال فترته النيابية  [لغات أخرى]‏ ( – 2 أبريل 2004).
- في الانتخابات العمومية الإسبانية 1996 [الإنجليزية]‏، انتخب عضو مجلس النواب الإسباني  [لغات أخرى]‏ عن دائرة Santa Cruz de Tenerife (Congress of Deputies constituency) [الإنجليزية]‏ خلال فترته النيابية  [لغات أخرى]‏ (18 مارس 1996 – ).